# Até que a Vida Nos Separe
Até que a Vida nos Separe (por vezes, designado no Brasil como Até a Amizade nos Separar) é um filme brasileiro de 1999, do gênero drama, dirigido por José Zaragoza.

## Sinopse
O filme mostra um grupo de paulistanos de 30 e poucos anos e suas relações com doenças, trabalho e sexo.

## Elenco

### Principal[4]
- Murilo Benício como Tônio
- Alexandre Borges como João
- Norton Nascimento como Pedro
- Júlia Lemmertz como Maria
- Betty Gofman como Lulu
- Marco Ricca como Paulo
- Danielle Winits como Rosy

### Recorrente[4]
- Darlene Glória como Mãe de João
- Rosaly Papadopol como Marly
- Irene Ravache como Mãe de Maria
- Luiz Serra como Padrasto de João
- João Acaiabe como Pai de Pedro
- Antonio Petrin como Pai de Paula

## Produção
Teve orçamento de R$ 4 milhões. O filme teve o patrocínio da Kaiser, Lei do Audiovisual, Volkswagen, Petrobrás e Sadia.

## Premiações
- No Grande Prêmio Cinema Brasil, Murilo Benício recebeu indicação para prêmio na categoria de Melhor Ator e Júlia Lemmertz recebeu indicação para prêmio na categoria de Melhor Atriz.[5][6]
- No Festival de Cinema Brasileiro de Miami, Marco Ricca e Betty Goffman receberam o prêmio Lente de Cristal, respectivamente, como Melhor Ator Coadjuvante e Melhor Atriz Coadjuvante.[7]